# Barkeria dorotheae
Barkeria dorotheae är en orkidéart som beskrevs av Federico Halbinger. Barkeria dorotheae ingår i släktet Barkeria och familjen orkidéer. Inga underarter finns listade i Catalogue of Life.

## Bildgalleri

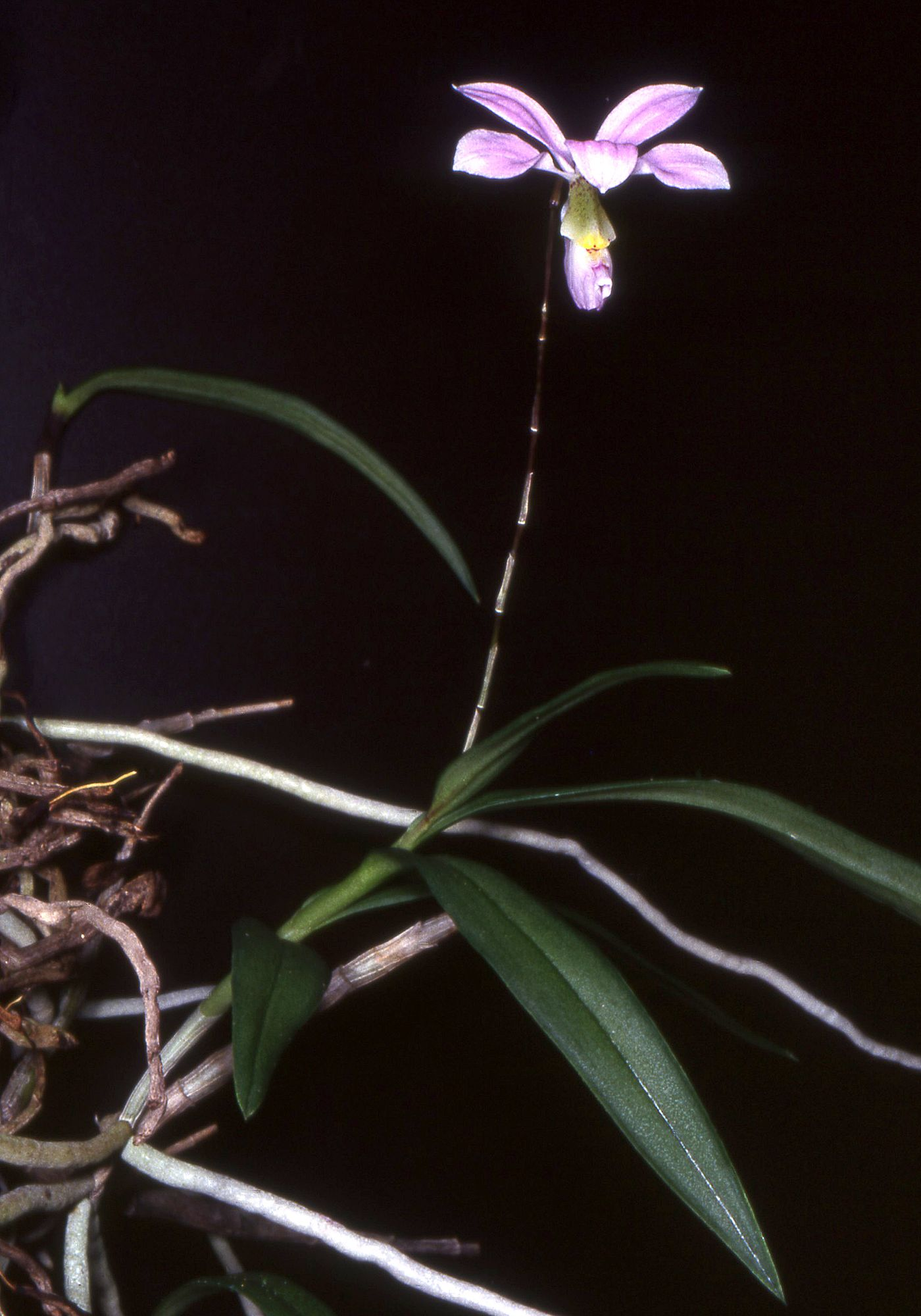
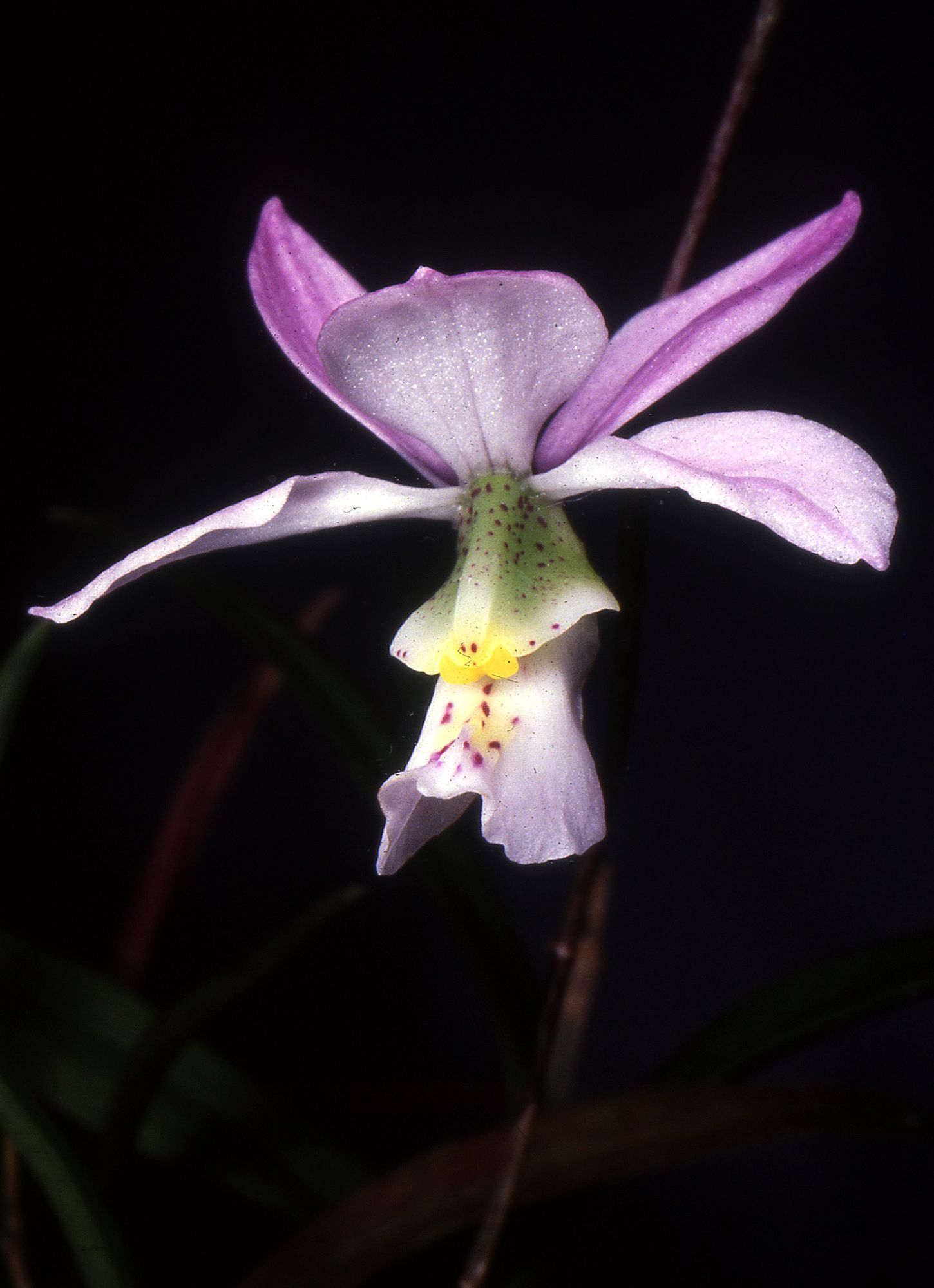
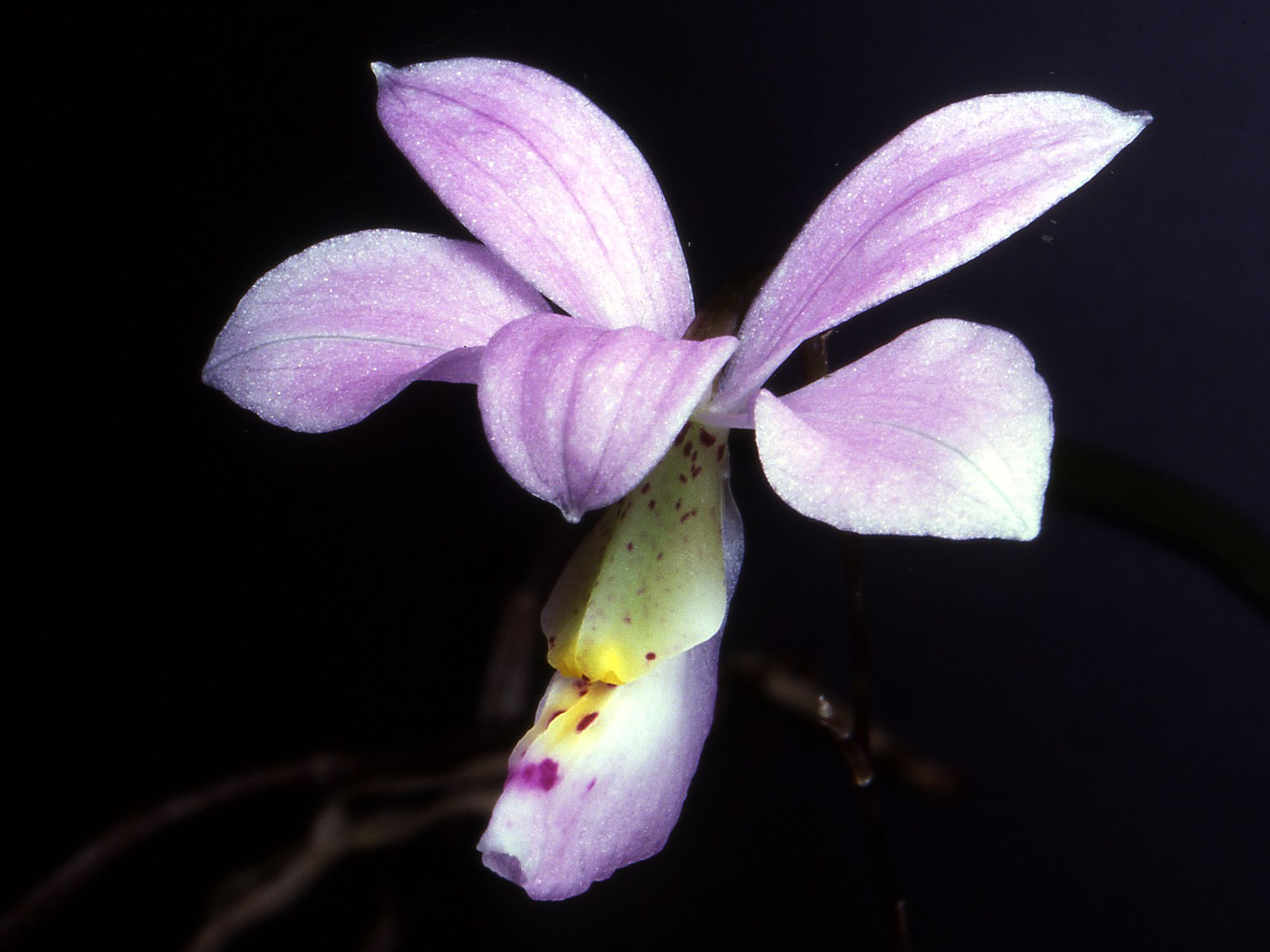
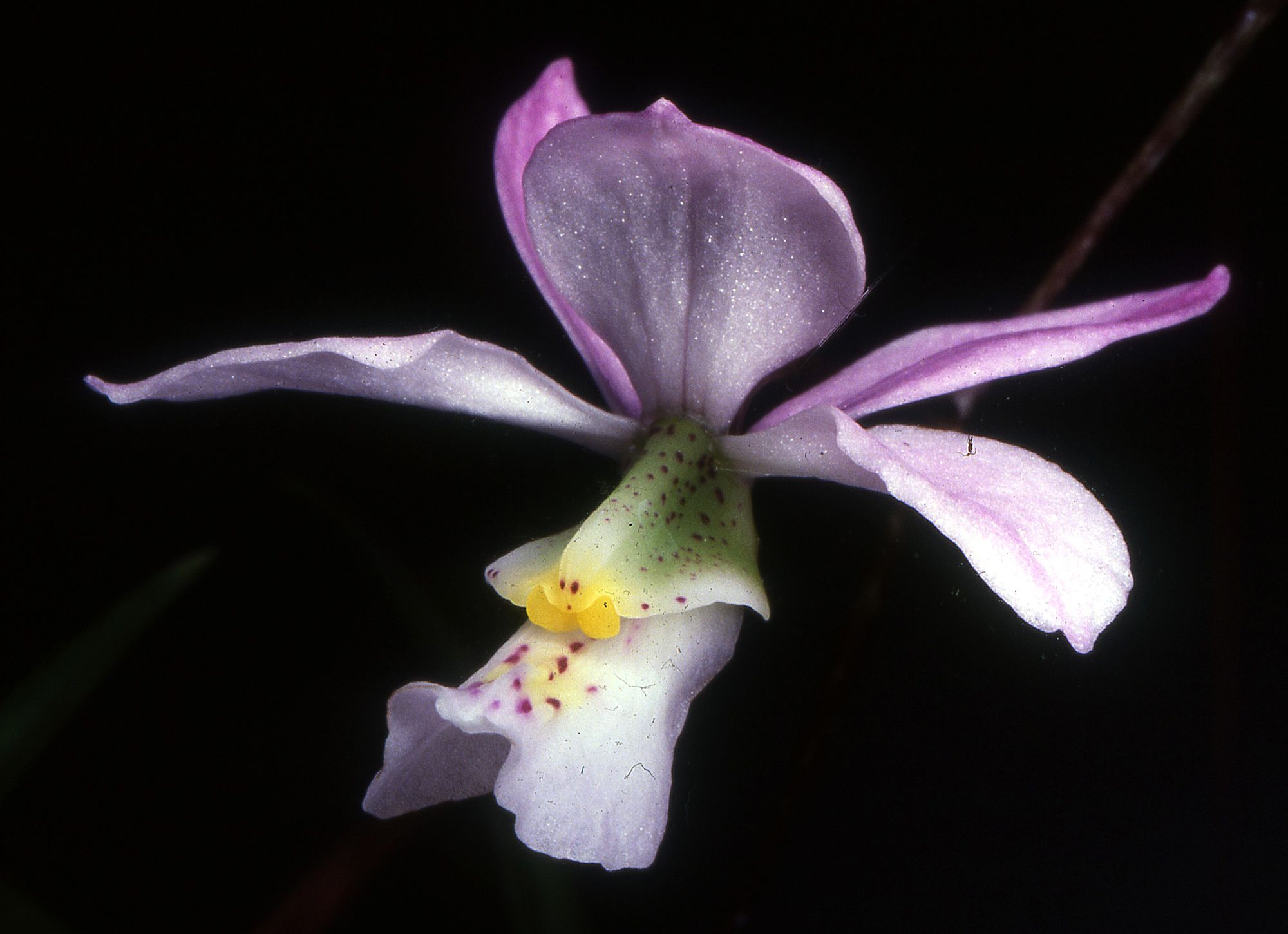